# Team Victorie
Team Victorie was een Nederlandse schaatsploeg onder leiding van trainer/coach Desly Hill en assistenten Jelle Spruyt en Erwin ten Hove.
De ploeg richtte zijn vizier tot aan de Olympische Winterspelen van 2018 in Pyeongchang. De olympisch kampioen op de 500 meter besloot zijn carrière te vervolgen met een eigen ploeg. Het seizoen 2016/2017 verliep moeizaam, onder meer door het uitblijven van een hoofdsponsor. Het enige hoogtepunt was de nationale allroundtitel van Marije Joling. Omdat de ploeg salarissen en andere grote bedragen niet meer kon betalen stopte het project al na één seizoen.

## 2016-2017
De ploeg bestond uit deze rijd(st)ers:
| Vrouwen             | Vrouwen              | Mannen          | Mannen               |
| Naam                | Specialisatie        | Naam            | Specialisatie        |
| ------------------- | -------------------- | --------------- | -------------------- |
| Vanessa Bittner     | 1000 en 1500 meter   | Bart Swings     | 5000 meter, allround |
| Carlijn Achtereekte | 3000 meter, allround | Jesper Hospes   | 500 en 1000 meter    |
| Marije Joling       | 3000 meter, allround | Sjoerd de Vries | 1000 en 1500 meter   |
|                     |                      | Daniel Greig    | 500 en 1000 meter    |
|                     |                      | Michel Mulder   | 500 en 1000 meter    |
|                     |                      | Lennart Velema  | 500 en 1000 meter    |
|                     |                      | Kars Jansman    | 5000 en 10.000 meter |
|                     |                      | Willem Hoolwerf | 5000 en 10.000 meter |